# Care Bears: Journey to Joke-a-lot
Care-Bears: Journey to Joke-a-lot (titulada Los cariñositos viajan a Bromilandia en Latinoamérica y Osos amorosos: viaje a Chistelandia en España) es una película de animación realizada por Nelvana Limited y estrenada por Lionsgate el 5 de octubre de 2004.

## Sinopsis
Llega el festival de “Cariñolandia” y un osito muy chistoso llamado “Armonía” que a “Gruñosito” se enojó con él, debido a sus chistes, bromas y risaspor ese motivo, él decidió irse “Cariñolandia”, hasta que llegó a un lugar llamado “Bromilandia”. Después los ositos se enteran de que él no está y “Gruñosito” se arrepiente de lo que le había dicho y decide perdonarlo, así que algunos de ellos deciden encontrarlo para que regrese.

## Personajes
| Voces                 | Voces               | Voces                                                   |
| Personaje             | Actor de voz en EUA | Actor de voz en Venezuela (doblaje)                     |
| --------------------- | ------------------- | ------------------------------------------------------- |
| Armonía (Divertosito) | - Julie Lemieux     | - Úrsula Cobucci (diálogos) - Rebeca Aponte (canciones) |
| Gruñosito             | - Rob Tinkler       | - Rebeca Aponte                                         |
| Alegrosita            | - Sunday Muse       | - Carmen Suárez                                         |
| Amorosito             | - Andrew Sabiston   | - Jhonny Torres                                         |

- Deseosita
- Generosita
- Campeosito
- Amorosita
- Amigosito
- Suerteosito
- Sueñosito
- Hueso Alegre
- Gig
- Duque Risitas
- Cleon
- Bidel
- Escriba
- Guardia Canguro